# گورابوس
گورابوس  یک منطقهٔ مسکونی در جیبوتی است که در منطقه دخیل واقع شده‌است.

## خصوصیات
گورابوس   ۲۹۶ متر بالاتر از سطح دریا واقع شده‌است.